# General der Jagdflieger

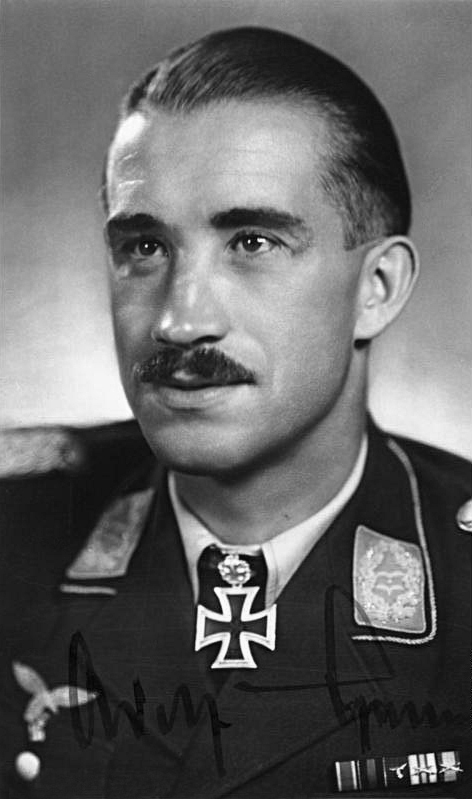
Adolf Galland, som innehade denna position från 1941 till 1945.

General der Jagdflieger (före augusti 1941 Inspekteur der Jagdflieger) var en befattning i en ledande ställning inom det  tyska Luftwaffe i Nazityskland. Inspektören var ansvarig för beredskap, utbildning och taktik för jaktflyget, posten innebar inte något direkt befäl över stridande enheter.

## Inspektörer
| 1 augusti 1935   | – | 20 april 1936    | Inspekteur der Jagdflieger Oberstleutnant Robert Ritter von Greim |
| 1 april 1938     | – | 31 januari 1939  | Inspekteur der Jagdflieger Generalmajor Bruno Loerzer             |
| 1 februari 1939  | – | 4 juni 1940      | Inspekteur der Jagdflieger Oberst Werner Junck                    |
| 19 december 1940 | – | 5 augusti 1941   | Inspekteur der Jagdflieger Generalmajor Kurt-Bertram von Döring   |
| 7 augusti 1941   | – | 22 november 1941 | General der Jagdflieger Oberst Werner Mölders                     |
| 5 december 1941  | – | 31 januari 1945  | General der Jagdflieger Generallöjtnant Adolf Galland             |
| 31 januari 1945  | – | 8 maj 1945       | General der Jagdflieger Oberst Gordon Gollob                      |

## Underställda inspektörer

### Inspekteur der Tagjäger
| 11 augusti 1942  | – | 17 december 1943 | Inspekteur der Tagjäger Oberstleutnant Günther Lützow                   |
| 17 December 1943 | – | januari 1945     | Inspekteur der Tagjäger Oberstleutnant (senare Oberst) Hannes Trautloft |
| 26 januari 1945  | – | 8 maj 1945       | Inspekteur der Tagjäger Oberst Walther Dahl                             |

### Inspekteur der Tagjäger, Ost
| 6 juli 1943     | – | 17 december 1943 | Inspekteur der Tagjäger Ost Oberstleutnant Hannes Trautloft |
| 9 februari 1945 | – | 8 maj 1945       | Inspekteur der Tagjäger Ost Oberst Karl-Gottfried Nordmann  |

### Inspekteur der Tagjäger, West
| Juli 1943       | – | 17 december 1943 | Inspekteur der Tagjäger West und Süd Oberst Günther Lützow |
| 9 februari 1945 | – | 8 maj 1945       | Inspekteur der Tagjäger West Oberst Josef Priller          |